# Once Upon ay Time in Mumbai Dobaara!
Once Upon ay Time in Mumbai Dobaara! es una película de gánster indio de 2013 dirigida por Milán Luthria y producido por Ekta Kapoor y Shobha Kapoor. Una secuela de 2010 de Once Upon a Time in Mumbaai, con las estrellas de cine Akshay Kumar, Sonakshi Sinha y Imran Khan, con Sonali Bendre en un papel de apoyo.

## Rodaje
Tanuj Garg, director general de Balaji Motion Pictures, anunció en Twitter que la fotografía principal comenzó el 27 de agosto de 2012 en Mumbai. La protagonista femenina Sonakshi Sinha se unió al reparto y el equipo dos días más tarde después de terminar su película anterior, Hijo de Sardaar, con Ajay Devgn. El plan de rodaje en el extranjero comenzó en septiembre en Omán, la primera producción india importante filmada en el sultanato. Algunas partes de la película fueron filmadas en una playa en Qantab, en la cornisa en Qurum, y en el Shangri-La Barr Al Jissah Resort & Spa en Muscat. Cuando el director Milán Luthria se enfermó con un virus, el rodaje fue pospuesta por tres días. Para compensar el tiempo perdido Luthria persuadió a Kumar que trabajó en dos domingos consecutivos, la primera vez que había trabajado en domingo fue en Priyadarshan en 2006 de Bhagam Bhag. El resto de la película fue filmada en locaciones de Khala, en los muelles de Sassoon y en Mukesh Mills en Mumbai. El rodaje fue envuelto por enero de 2013.